# Gruppo misto
Nei due rami del Parlamento italiano (Camera dei deputati e Senato della Repubblica) il Gruppo misto è il gruppo parlamentare nel quale vengono inseriti d'ufficio tutti quei parlamentari che non sono iscritti ad alcun altro gruppo. In genere, accoglie tutte le formazioni politiche minori che non hanno ottenuto un numero di parlamentari sufficiente a costituire un gruppo proprio e i singoli parlamentari che scelgono di non aderire ad alcun gruppo.
Il Gruppo misto si divide a sua volta in componenti politiche, ciascuna delle quali gode di un tempo - seppur ridotto - durante le dichiarazioni di voto. Alla Camera dei deputati le componenti devono essere formate da 3 membri, mentre al Senato ne basta uno.
Prima del 2020 la soglia minima per formare un proprio gruppo era fissata, rispettivamente, a 20 deputati (su 630) alla Camera e a 10 senatori (su 315) al Senato; a seguito dell'approvazione del referendum costituzionale in Italia del 2020 in materia di riduzione del numero di parlamentari (divenuti 400 deputati e 200 senatori), la soglia è stata abbassata dapprima al Senato (sufficienti 6 senatori a camere appena insediate o 9 se in corso di legislatura), poi anche alla Camera (sufficienti 14 deputati).
Tuttavia, sia alla Camera che al Senato, è permesso formare un gruppo parlamentare anche se non si possiede il numero minimo di parlamentari, purché rappresenti un partito organizzato nel Paese che abbia presentato, per quanto concerne la Camera dei deputati, in almeno venti circoscrizioni, con il medesimo contrassegno, proprie liste di candidati che abbiano ottenuto almeno un seggio in uno dei collegi e conseguito sul piano nazionale almeno 300.000 voti di lista validi oppure che, per quanto attiene al Senato, abbia presentato una lista di candidati, ugualmente contrassegnati, in almeno 15 Regioni con avvenuta elezione quanto meno in 3 di esse. In quest'ultimo caso la soglia minima di senatori appartenenti a un gruppo non composto dall'ordinaria e necessaria cifra di 10 parlamentari non dovrà comunque scendere al di sotto di 5.